# Delia Smith

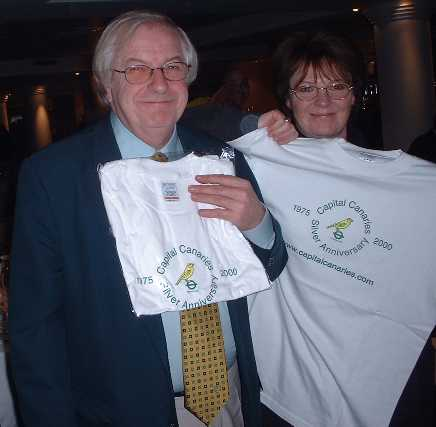
Delia Smith und Michael Wynn-Jones

Delia Smith CH CBE (* 18. Juni 1941 in Woking, Surrey, England) ist eine britische Fernsehköchin und Autorin.

## Leben
Smith wurde 1941 in England geboren. Ihre ersten Fernsehauftritte waren auf BBC East mit dem Regionalmagazin BBC Look East. Sie wurde bekannt durch ihre TV-Auftritte in How to Cook und Delia Smith’s Summer Collection. Eines ihrer meistverkauften Bücher war das 1995 veröffentlichte Buch Delia Smith’s Winter Collection; es wurde über 2 Millionen Mal verkauft und gehörte damit zu den meistverkauften Kochbüchern Großbritanniens in den 1990ern.

## Filmographie
- 2017: Our Friend Victoria
- 2017: Everyone wanted to be in Vic’s Christmas Specials
- 2016: Europe: The Final Debate with Jeremy Paxman
- 2016: The 80s with Dominic Sandbrook
- 2014: The One Show
- 2013: This Week
- 2013: The Graham Norton Show
- 2011: The Roasts of Christmas Past
- 2010: Delia Through the Decades
- 2009: Mid Life Christmas
- 2008–2009: The One Show
- 2008–2009: The Paul O’Grady Show
- 2009: Keith Meets Keith
- 2009: The Funny Side of…
- 2009: Happy Birthday OU
- 2008: Gordon Ramsay: Cookalong Live
- 2006: It Started with… Swap Shop
- 2006: Saturday Kitchen
- 2005: Victoria Wood: A BAFTA Tribute
- 2005: The Big Fat Quiz of the Year
- 2004: Grumpy Old Women at Christmas
- 2004: Friday Night with Jonathan Ross
- 2004: Match of the Day 2
- 2004: Match of the Day at 40
- 2004: Breakfast
- 2003: Guess Who’s Coming to Dinner?
- 2001: Richard & Judy
- 2000: Victoria Wood: With All the Trimmings
- 1998: How to Cook
- 1997: Richard and Judy Exclusive
- 1994: Fantasy Football League
- 1993: Paul Merton: The Series
- 1993: Delia Smith’s Summer Collection
- 1990: Christmas
- 1989: Daytime Live
- 1983–1985: Saturday Superstore
- 1980: Multi-Coloured Swap Shop
- 1980: Home on Sunday
- 1978: Bruce Forsyth and the Generation Game

## Bibliographie

### Kochbücher
- How to Cheat at Cooking (1971)
- Recipes from Country Inns and Restaurants (1973)
- The Evening Standard Cookbook (1974)
- Country Recipes from Look East (1975)
- More Country Recipes: A Second Collection from Look East  (1976)
- Frugal Food (1976) (Neuveröffentlicht im Oktober 2008)
- Cakes, Bakes & Steaks (1977)
- Delia Smith's Book of Cakes (1977)
- Delia Smith's Cookery Course (3 Auflagen: 1978, 1979 & 1980)
- One is Fun (1986)
- Complete Illustrated Cookery Course (1989) ISBN 0-563-21454-6)
- Delia Smith's Christmas (1990)
- Delia Smith's Summer Collection (1993)
- Delia Smith's Winter Collection (1995) (Gewinner des 1996 British Book of the Year Award).
- Delia's How to Cook—Book 1 (1998)
- Delia's How to Cook—Book 2 (1999)
- Delia's How to Cook—Book 3 (2001)
- The Delia Collection (2003)
- Delia's Kitchen Garden: A Beginners' Guide to Growing and Cooking Fruit and Vegetables (2004)
- The Delia Collection – Puddings (2006)
- Delia's Kitchen Garden (2007) (BBC Books – ISBN 978-0-563-49373-0)
- How to Cheat at Cooking (2008) (Ebury Press – ISBN 978-0-09-192229-0)
- Delia's Happy Christmas (2009)

### Sonstige Werke
- A Feast for Advent (1983)
- A Feast for Lent (1983)
- A Journey into Prayer (1986)
- A Journey into God (1988)